# Ordre du Mérite de Hesse
L'ordre du Mérite de Hesse est décerné par le ministre-président de Hesse depuis 1990 pour honorer des services exceptionnels rendus à l'État de Hesse et à sa population. Il y a deux classes depuis 1998 : l'ordre du mérite de Hesse et l'ordre du mérite de Hesse sur ruban.
La plus haute distinction de l'État de Hesse est la médaille Wilhelm-Leuschner.

## Histoire
L'ordre du mérite de Hesse est fondé par le ministre-président Walter Wallmann en 1989. En 1998, Hans Eichel ajoute une classe inférieure, l'ordre du mérite de Hesse sur ruban.
En 2002, il est décidé que le ministre-président reçoit automatiquement l'ordre du mérite. Toutefois, cela ne s'applique pas au ministre-président Roland Koch, qui est en fonction le jour de l'entrée en vigueur du décret. Cette procédure correspond à la pratique de l'ordre du Mérite de la République fédérale d'Allemagne, que le président fédéral reçoit automatiquement lors de son entrée en fonction.

## Insigne
La médaille a la forme d'une grande croix de 55 mm de diamètre (seulement 45 mm pour l'ordre avec ruban), émaillé des deux côtés (avec le ruban d'un seul côté) et émaillé en or. Le disque central rond cerclé d'or contient le lion de Hesse en or sur fond rouge sur le devant. La coloration du lion est représentée par des hachures héraldiques. Le disque rond est entouré des deux côtés par une étoile en huit parties en or.
La croix se porte sur un ruban bleu autour du cou. Les femmes portent la croix sur un nœud de ruban spécial sous l'épaule gauche. La croix de l'ordre du Mérite sur le ruban est portée sur un ruban bleu étroit sur le côté supérieur gauche de la poitrine.
Une miniature peut être portée à la place de la croix. Il montre le signe d'ordre réduit. La miniature de l'ordre du mérite de Hesse a un diamètre de 15 mm de diamètre. La miniature de l'Ordre du mérite de Hesse sur ruban mesure 11,5 mm de diamètre.

## Attribution
L'Ordre du mérite de Hesse est décerné en reconnaissance de services exceptionnels rendus à l'État de Hesse.
Le nombre de détenteurs vivants des deux niveaux de l'Ordre du mérite de Hesse est limité: jusqu'à un total de 800 dans l'Ordre du mérite de Hesse et jusqu'à 2 000 dans l'Ordre du mérite de Hesse avec ruban.
Si une personne décernée l'Ordre du mérite se révèle indigne de la récompense plus tard, ou si un tel comportement devient connu par la suite, le ministre-président peut révoquer la récompense. Dans ce cas, la médaille et le certificat de récompense doivent être retournés.

## Fabrication
De 1989 à 2004, la commande est fabriquée par WA Jäger à Offenbach-sur-le-Main. L'ordre du Mérite de Hesse est fabriqué par la société Steinhauer &amp; Lück à Lüdenscheid depuis 2005.